# Колателеком
«Колателеко́м» — российская компания, работающая на рынке телекоммуникационных услуг Мурманска и Мурманской области с 1992 года.
Компания была создана как совместное российско-норвежское предприятие с равными долями участия, 50 % акций принадлежала компании Telenor. В 1990-е годы компания предоставляла услуги международной телефонной связи в Мурманске, Архангельске и Петрозаводске («норвежские линии») на базе радиорелейного оборудования производства норвежской фирмы Nera.
С октября 2003 года под торговой маркой «Телетория» компания предоставляет услуги кабельного телевидения и широкополосного доступа к сети Интернет для частных и юридических лиц, освоено предоставление услуг цифрового телевидения, в том числе в формате высокой чёткости.
В 2000—2010-е годы компания по собственной сети радиорелейных линий предоставляет в аренду цифровые каналы связи, а также каналы тональной частоты между городами Мурманской области: Мурманск — Заполярный, Никель, Оленегорск, Апатиты, Кировск, Мончегорск.